# Clowns (2001)
Clowns ist eine Kriminalkomödie und ein Liebesfilm des Regisseurs Tim Trageser, der auch das Drehbuch schrieb, aus dem Jahr 2001. In der Hauptrolle verkörpert Frank Giering den arbeitslosen Schauspieler Nick, der sich vorübergehend als Clown betätigt, um seinen Lebensunterhalt zu bestreiten, und dabei in eine brisante Verwechslung verwickelt wird.

## Handlung
Nick ist im Grunde ein Schauspieler mit Leib und Seele. Da er jedoch ohne eine Anstellung ist, mimt er bei diversen Kindergeburtstagen den Clown, um seinen Lebensunterhalt bestreiten zu können. Der Zufall will es, dass der kriminelle und geistig verwirrte Joe, ebenfalls als Clown verkleidet, als Bankräuber sein Unwesen treibt.
Des Weiteren gibt es noch Charlie, eine Scheckbetrügerin, die von den beiden Polizeibeamten Schäfer und Bernauer gefasst wurde und im Streifenwagen auf dem Weg ins Gefängnis ist. Die übereifrigen Beamten nehmen Nick fest, als sie ihn in seinem Auto entdecken, mit dem er gerade im Stau steht. Sie sind der festen Überzeugung, dass er der als Clown verkleidete, gesuchte Bankräuber ist. So findet sich also Nick neben Charlie im Streifenwagen wieder. Charlie indes hat nur ihren Sohn Robin im Sinn, den sie aus dem Kinderheim abholen muss.
Als die beiden Beamten Schäfer und Bernauer ausgelassen die beiden Festnahmen feiern und sich auf eine baldige Beförderung freuen, nutzt Charlie die Gelegenheit, sich selbst ans Steuer des Streifenwagens zu setzen, um mit diesem zu fliehen. Nick, der auch noch im Fahrzeug ist, gefällt die Flucht gar nicht, denn er möchte lieber das Missverständnis aufklären. Aber daraus wird nichts, Charlie ist konsequent und gibt weiter Gas, um schnellstmöglich zum Kinderheim zu kommen.
Dort angekommen werden die beiden bereits von der Polizei erwartet. Polizeikommissar Fuchs ist der festen Überzeugung, dass Nick und Charlie Komplizen sind, und lässt Charlies Sohn Robin überwachen, um seine Mutter festnehmen zu können. Nick gelingt es, Charlie vor dieser Falle zu bewahren, und er ist weiterhin mit ihr auf der Flucht. Im Anschluss verstecken sich die beiden in einer Besenkammer des Kinderheims, wo sie beginnen, weitere Pläne zu schmieden und verschiedene Fluchtmöglichkeiten gedanklich durchspielen. Dabei lernen die beiden einander richtig kennen und kommen sich näher.

## Produktionsnotizen
Carl Bergengruen war der Produzent. Jörg Höhn war für das Szenenbild verantwortlich, Stephanie Kühne für die Kostüme und Oliver Jergis für den Ton.

## Ersterscheinung
Clowns wurde am 17. Januar 2001 auf dem Filmfestival Max Ophüls Preis erstmals gezeigt. Bei Arte kam der Film am 25. Mai desselben Jahres erstmals zur Ausstrahlung.

## Abweichende Filmtitel und Erscheinungstermine im Ausland
In Frankreich wurde der Film, wie in Deutschland, am 25. Mai 2001 erstmals ausgestrahlt und erschien unter dem Titel Le clown braqueur (franz.: Der Clown-Räuber).

## Kritiken
Das Lexikon des internationalen Films meint, dass sich Clowns durch eine gute Leistung der Darsteller auszeichnet, reklamiert jedoch, dass es im Laufe der Filmhandlung nicht so recht klar wird, was der Film nun eigentlich sein soll: eine Liebesgeschichte oder eine Krimikomödie?